# Kommunalwahlen in Deutschland 2024
Die Kommunalwahlen in Deutschland 2024 fanden in 9 Ländern (Baden-Württemberg, Brandenburg, Hamburg, Mecklenburg-Vorpommern, Rheinland-Pfalz, Saarland, Sachsen, Sachsen-Anhalt und Thüringen) statt.
Die Wahlen fanden am 9. Juni statt. In Thüringen fanden sie am 26. Mai statt.

## Gemeinderatswahlen in den Landeshauptstädten

### Stuttgart
| Listen                                                                                  | Listen                                                           | Stimmen    | %    | Mandate |
| --------------------------------------------------------------------------------------- | ---------------------------------------------------------------- | ---------- | ---- | ------- |
|                                                                                         | Christlich Demokratische Union Deutschlands (CDU)                | 3.171.829  | 23,4 | 14      |
|                                                                                         | Bündnis 90/Die Grünen (GRÜNE)                                    | 3.108.129  | 22,9 | 14      |
|                                                                                         | Sozialdemokratische Partei Deutschlands (SPD)                    | 1.510.248  | 11,1 | 7       |
|                                                                                         | Alternative für Deutschland (AfD)                                | 1.123.835  | 8,3  | 5       |
|                                                                                         | Freie Demokratische Partei / Demokratische Volkspartei (FDP/DVP) | 1.001.837  | 7,4  | 4       |
|                                                                                         | Freie Wähler Kreisverband Stuttgart e. V. (Freie Wähler)         | 839.576    | 6,2  | 4       |
|                                                                                         | Die Linke (DIE LINKE)                                            | 608.218    | 4,5  | 3       |
|                                                                                         | Stuttgart Ökologisch Sozial (SÖS)                                | 562.541    | 4,1  | 2       |
|                                                                                         | Volt Deutschland (Volt)                                          | 386.158    | 2,8  | 2       |
|                                                                                         | Die Stadtisten                                                   | 263.983    | 1,9  | 1       |
|                                                                                         | Die PARTEI                                                       | 214.257    | 1,6  | 1       |
|                                                                                         | Klimaliste Deutschland (KLIMALISTE)                              | 180.150    | 1,3  | 1       |
|                                                                                         | Partei Mensch Umwelt Tierschutz (Tierschutzpartei)               | 160.855    | 1,2  | 1       |
|                                                                                         | Stuttgarter Liste                                                | 116.110    | 0,9  | 1       |
|                                                                                         | Bündnis der Vielfalt Stuttgart                                   | 112.314    | 0,8  | –       |
|                                                                                         | Ökologisch-Demokratische Partei / Familie und Umwelt (ÖDP)       | 93.061     | 0,7  | –       |
|                                                                                         | Feministische Liste Stuttgart (FeLi)                             | 60.131     | 0,4  | –       |
|                                                                                         | Children-First, Kinderrechte stärken                             | 59.375     | 0,4  | –       |
| Gesamt                                                                                  | Gesamt                                                           | 13.572.607 | 100  | 60      |
|                                                                                         |                                                                  |            |      |         |
| Gültige Stimmzettel                                                                     | Gültige Stimmzettel                                              | 244.771    | –    |         |
| Ungültige Stimmzettel                                                                   | Ungültige Stimmzettel                                            | 5.620      | 2,2  |         |
| Wähler                                                                                  | Wähler                                                           | 250.391    | 57,7 |         |
| Wahlberechtigte                                                                         | Wahlberechtigte                                                  | 433.626    |      |         |
|                                                                                         |                                                                  |            |      |         |
| Quellen: Statistisches Amt – Statistik BW – Sitzverteilung im Gemeinderat – Stimmzettel |                                                                  |            |      |         |

### Potsdam
| Listen                                              | Listen                                                                      | Stimmen | %    | Mandate |
| --------------------------------------------------- | --------------------------------------------------------------------------- | ------- | ---- | ------- |
|                                                     | Sozialdemokratische Partei Deutschlands (SPD)                               | 57.258  | 19,4 | 11      |
|                                                     | Christlich Demokratische Union Deutschlands (CDU)                           | 43.494  | 14,7 | 8       |
|                                                     | Bündnis 90/Die Grünen (GRÜNE/B90)                                           | 42.804  | 14,5 | 8       |
|                                                     | Alternative für Deutschland (AfD)                                           | 40.321  | 13,7 | 8       |
|                                                     | Die Andere (aNDERE)                                                         | 29.973  | 10,2 | 6       |
|                                                     | Die Linke (DIE LINKE)                                                       | 25.778  | 8,7  | 5       |
|                                                     | Bündnis für Vernunft und Gerechtigkeit – Wählerinitiative (BfW)             | 16.167  | 5,5  | 3       |
|                                                     | Freie Demokratische Partei (FDP)                                            | 13.155  | 4,5  | 2       |
|                                                     | Brandenburger Vereinigte Bürgerbewegungen/Freie Wähler (BVB / Freie Wähler) | 8.686   | 2,9  | 2       |
|                                                     | Die PARTEI                                                                  | 7.837   | 2,7  | 1       |
|                                                     | Volt Deutschland (Volt)                                                     | 5.503   | 1,9  | 1       |
|                                                     | Bündnis Niekisch-Friederich: Mitten in Potsdam (Mitten in Potsdam)          | 3.559   | 1,2  | 1       |
|                                                     | Einzelbewerber (Witzsche)                                                   | 485     | 0,2  | –       |
| Gesamt                                              | Gesamt                                                                      | 295.020 | 100  | 56      |
|                                                     |                                                                             |         |      |         |
| Gültige Stimmzettel                                 | Gültige Stimmzettel                                                         | 99.063  | –    |         |
| Ungültige Stimmzettel                               | Ungültige Stimmzettel                                                       | 1.665   | 1,7  |         |
| Wähler                                              | Wähler                                                                      | 100.728 | 70,4 |         |
| Wahlberechtigte                                     | Wahlberechtigte                                                             | 143.118 |      |         |
|                                                     |                                                                             |         |      |         |
| Quellen: Landeswahlleiter Brandenburg – Stimmzettel |                                                                             |         |      |         |

### Schwerin
| Listen                                                                       | Listen                                            | Stimmen | %    | Mandate |
| ---------------------------------------------------------------------------- | ------------------------------------------------- | ------- | ---- | ------- |
|                                                                              | Alternative für Deutschland (AfD)                 | 38.352  | 26,0 | 12      |
|                                                                              | Christlich Demokratische Union Deutschlands (CDU) | 29.051  | 19,7 | 9       |
|                                                                              | Sozialdemokratische Partei Deutschlands (SPD)     | 24.749  | 16,8 | 8       |
|                                                                              | Die Linke (DIE LINKE)                             | 15.113  | 10,2 | 5       |
|                                                                              | Unabhängige Bürger (UB)                           | 10.617  | 7,2  | 3       |
|                                                                              | Bündnis 90/Die Grünen (GRÜNE)                     | 10.088  | 6,8  | 3       |
|                                                                              | Freie Demokratische Partei (FDP)                  | 5.388   | 3,7  | 2       |
|                                                                              | Die PARTEI                                        | 4.876   | 3,3  | 1       |
|                                                                              | Aktion Stadt und Kulturschutz (ASK)               | 3.181   | 2,2  | 1       |
|                                                                              | Volt Deutschland (Volt)                           | 1.338   | 0,9  | –       |
|                                                                              | Kulturell - Interkulturell (K-I)                  | 402     | 0,3  | –       |
|                                                                              | Einzelbewerber                                    | 4.318   | 2,9  | 1       |
| Gesamt                                                                       | Gesamt                                            | 147.473 | 100  | 45      |
|                                                                              |                                                   |         |      |         |
| Gültige Stimmzettel                                                          | Gültige Stimmzettel                               | 48.733  | –    |         |
| Ungültige Stimmzettel                                                        | Ungültige Stimmzettel                             | 2.109   | 4,1  |         |
| Wähler                                                                       | Wähler                                            | 50.842  | 64,8 |         |
| Wahlberechtigte                                                              | Wahlberechtigte                                   | 78.517  |      |         |
|                                                                              |                                                   |         |      |         |
| Quellen: Der Stadt- und Gemeindewahlleiter – Landesamt für innere Verwaltung |                                                   |         |      |         |

### Mainz
| Listen                | Listen                                            | Stimmen   | %    | Mandate |
| --------------------- | ------------------------------------------------- | --------- | ---- | ------- |
|                       | Bündnis 90/Die Grünen (GRÜNE)                     | 1.452.193 | 24,8 | 15      |
|                       | Christlich Demokratische Union Deutschlands (CDU) | 1.386.818 | 23,6 | 14      |
|                       | Sozialdemokratische Partei Deutschlands (SPD)     | 1.142.660 | 19,5 | 12      |
|                       | Die Linke (DIE LINKE)                             | 404.340   | 6,9  | 4       |
|                       | Alternative für Deutschland (AfD)                 | 349.760   | 6,0  | 4       |
|                       | Freie Demokratische Partei (FDP)                  | 308.157   | 5,3  | 3       |
|                       | Volt Deutschland (Volt)                           | 303.968   | 5,2  | 3       |
|                       | Ökologisch-Demokratische Partei (ÖDP)             | 225.727   | 3,8  | 2       |
|                       | Freie Wähler                                      | 202.283   | 3,4  | 2       |
|                       | Die PARTEI                                        | 90.009    | 1,5  | 1       |
| Gesamt                | Gesamt                                            | 5.865.915 | 100  | 60      |
|                       |                                                   |           |      |         |
| Gültige Stimmzettel   | Gültige Stimmzettel                               | 100.818   | –    |         |
| Ungültige Stimmzettel | Ungültige Stimmzettel                             | 2.179     | 2,1  |         |
| Wähler                | Wähler                                            | 102.997   | 63,6 |         |
| Wahlberechtigte       | Wahlberechtigte                                   | 162.032   |      |         |
|                       |                                                   |           |      |         |
| Quelle: KommWis GmbH  |                                                   |           |      |         |

### Saarbrücken
| Listen                               | Listen                                            | Stimmen | %    | Mandate |
| ------------------------------------ | ------------------------------------------------- | ------- | ---- | ------- |
|                                      | Sozialdemokratische Partei Deutschlands (SPD)     | 21.046  | 29,6 | 19      |
|                                      | Christlich Demokratische Union Deutschlands (CDU) | 19.856  | 28,0 | 18      |
|                                      | Bündnis 90/Die Grünen (GRÜNE)                     | 9.744   | 13,7 | 9       |
|                                      | Freie Demokratische Partei (FDP)                  | 5.632   | 7,9  | 5       |
|                                      | Die Linke (DIE LINKE)                             | 5.348   | 7,5  | 5       |
|                                      | Die PARTEI                                        | 5.200   | 7,3  | 4       |
|                                      | Bunt.saar                                         | 2.431   | 3,4  | 2       |
|                                      | Saarland für Alle (SfA)                           | 1.766   | 2,5  | 1       |
| Gesamt                               | Gesamt                                            | 71.023  | 100  | 63      |
|                                      |                                                   |         |      |         |
| Ungültige Stimmen                    | Ungültige Stimmen                                 | 3.218   | 4,3  |         |
| Wähler                               | Wähler                                            | 74.241  | 56,5 |         |
| Wahlberechtigte                      | Wahlberechtigte                                   | 131.375 |      |         |
|                                      |                                                   |         |      |         |
| Quelle: Landeshauptstadt Saarbrücken |                                                   |         |      |         |

### Dresden
| Listen                | Listen                                            | Stimmen | %    | Mandate |
| --------------------- | ------------------------------------------------- | ------- | ---- | ------- |
|                       | Alternative für Deutschland (AfD)                 | 170.346 | 19,4 | 14      |
|                       | Christlich Demokratische Union Deutschlands (CDU) | 157.717 | 18,0 | 13      |
|                       | Bündnis 90/Die Grünen (GRÜNE)                     | 128.099 | 14,6 | 10      |
|                       | Sozialdemokratische Partei Deutschlands (SPD)     | 78.652  | 9,0  | 6       |
|                       | Team Zastrow – Bündnis Sachsen 24                 | 71.163  | 8,1  | 6       |
|                       | Die Linke (DIE LINKE)                             | 68.012  | 7,8  | 5       |
|                       | Bündnis Sahra Wagenknecht (BSW)                   | 63.108  | 7,2  | 5       |
|                       | Freien Wähler Sachsen e. V.                       | 31.110  | 3,5  | 2       |
|                       | Piratenpartei Deutschland (PIRATEN)               | 27.736  | 3,2  | 2       |
|                       | Freie Demokratische Partei (FDP)                  | 24.464  | 2,8  | 2       |
|                       | Die PARTEI                                        | 16.363  | 1,9  | 1       |
|                       | Freie Sachsen                                     | 13.304  | 1,5  | 1       |
|                       | Volt Deutschland (Volt)                           | 10.522  | 1,2  | 1       |
|                       | Wahlplattform Dissident:innen Dresden (DissDD)    | 8.365   | 1,0  | 1       |
|                       | Bündnis Freie Bürger Dresden                      | 8.290   | 0,9  | 1       |
| Gesamt                | Gesamt                                            | 877.251 | 100  | 60      |
|                       |                                                   |         |      |         |
| Gültige Stimmzettel   | Gültige Stimmzettel                               | 299.915 | –    |         |
| Ungültige Stimmzettel | Ungültige Stimmzettel                             | 3.802   | 1,3  |         |
| Wähler                | Wähler                                            | 303.717 | 70,8 |         |
| Wahlberechtigte       | Wahlberechtigte                                   | 429.280 |      |         |
|                       |                                                   |         |      |         |
| Quelle: Dresden       |                                                   |         |      |         |

### Magdeburg
| Listen                | Listen                                                                | Stimmen | %    | Mandate |
| --------------------- | --------------------------------------------------------------------- | ------- | ---- | ------- |
|                       | Christlich Demokratische Union Deutschlands (CDU)                     | 75.972  | 23,8 | 13      |
|                       | Alternative für Deutschland (AfD)                                     | 72.626  | 22,8 | 13      |
|                       | Sozialdemokratische Partei Deutschlands (SPD)                         | 47.852  | 15,0 | 8       |
|                       | Die Linke (DIE LINKE)                                                 | 32.549  | 10,2 | 6       |
|                       | Bündnis 90/Die Grünen (GRÜNE)                                         | 30.119  | 9,4  | 5       |
|                       | Gartenpartei                                                          | 14.711  | 4,6  | 3       |
|                       | Partei Mensch Umwelt Tierschutz (Tierschutzpartei)                    | 14.328  | 4,5  | 3       |
|                       | Freie Demokratische Partei (FDP)                                      | 13.141  | 4,1  | 2       |
|                       | Future!                                                               | 6.984   | 2,2  | 1       |
|                       | Allianz für Menschenrechte, Tier- und Naturschutz (Tierschutzallianz) | 5.495   | 1,7  | 1       |
|                       | Volt Deutschland (Volt)                                               | 3.343   | 1,0  | 1       |
|                       | Freie Wähler                                                          | 1.093   | 0,3  | –       |
|                       | Einzelbewerber                                                        | 809     | 0,3  | –       |
| Gesamt                | Gesamt                                                                | 319.022 | 100  | 56      |
|                       |                                                                       |         |      |         |
| Gültige Stimmzettel   | Gültige Stimmzettel                                                   | 108.109 | –    |         |
| Ungültige Stimmzettel | Ungültige Stimmzettel                                                 | 1.620   | 1,5  |         |
| Wähler                | Wähler                                                                | 109.729 | 58,5 |         |
| Wahlberechtigte       | Wahlberechtigte                                                       | 187.588 |      |         |
|                       |                                                                       |         |      |         |
| Quelle: Magdeburg     |                                                                       |         |      |         |

### Erfurt
| Listen                                          | Listen                                                                      | Stimmen | %    | Mandate |
| ----------------------------------------------- | --------------------------------------------------------------------------- | ------- | ---- | ------- |
|                                                 | Christlich Demokratische Union Deutschlands (CDU)                           | 71.551  | 24,8 | 12      |
|                                                 | Alternative für Deutschland (AfD)                                           | 58.911  | 20,4 | 10      |
|                                                 | Sozialdemokratische Partei Deutschlands (SPD)                               | 46.834  | 16,2 | 8       |
|                                                 | Die Linke (DIE LINKE)                                                       | 42.733  | 14,8 | 8       |
|                                                 | Mehrwertstadt Erfurt                                                        | 29.098  | 10,1 | 5       |
|                                                 | Bündnis 90/Die Grünen (GRÜNE)                                               | 21.721  | 7,5  | 4       |
|                                                 | Freie Demokratische Partei (FDP)                                            | 7.296   | 2,5  | 1       |
|                                                 | Freie Wähler                                                                | 6.111   | 2,1  | 1       |
|                                                 | Piratenpartei Deutschland / Ökologisch-Demokratische Partei (PIRATEN / ÖDP) | 4.831   | 1,7  | 1       |
| Gesamt                                          | Gesamt                                                                      | 289.086 | 100  | 50      |
|                                                 |                                                                             |         |      |         |
| Gültige Stimmzettel                             | Gültige Stimmzettel                                                         | 97.279  | –    |         |
| Ungültige Stimmzettel                           | Ungültige Stimmzettel                                                       | 3.251   | 3,2  |         |
| Wähler                                          | Wähler                                                                      | 100.530 | 59,2 |         |
| Wahlberechtigte                                 | Wahlberechtigte                                                             | 169.887 |      |         |
|                                                 |                                                                             |         |      |         |
| Quellen: Erfurt – Wahlen im Freistaat Thüringen |                                                                             |         |      |         |

## Gemeinderatswahlen in den anderen Gemeinden mit mehr als 100.000 Einwohnern
| Land                   | Gemeinde              | Einwohner (2023) |
| ---------------------- | --------------------- | ---------------- |
| Baden-Württemberg      | Mannheim              | 316.877          |
| Baden-Württemberg      | Karlsruhe             | 309.964          |
| Baden-Württemberg      | Freiburg im Breisgau  | 237.244          |
| Baden-Württemberg      | Heidelberg            | 162.960          |
| Baden-Württemberg      | Heilbronn             | 130.093          |
| Baden-Württemberg      | Ulm                   | 129.942          |
| Baden-Württemberg      | Pforzheim             | 128.992          |
| Baden-Württemberg      | Reutlingen            | 118.528          |
| Brandenburg            | Cottbus               | 100.010          |
| Mecklenburg-Vorpommern | Rostock               | 210.795          |
| Rheinland-Pfalz        | Ludwigshafen am Rhein | 176.110          |
| Rheinland-Pfalz        | Koblenz               | 115.298          |
| Rheinland-Pfalz        | Trier                 | 112.737          |
| Rheinland-Pfalz        | Kaiserslautern        | 101.486          |
| Sachsen                | Leipzig               | 619.879          |
| Sachsen                | Chemnitz              | 250.681          |
| Sachsen-Anhalt         | Halle (Saale)         | 242.172          |
| Thüringen              | Jena                  | 110.791          |

### Baden-Württemberg

#### Mannheim
| Listen                                         | Listen                                                                     | Stimmen   | %    | Mandate |
| ---------------------------------------------- | -------------------------------------------------------------------------- | --------- | ---- | ------- |
|                                                | Christlich Demokratische Union Deutschlands (CDU)                          | 1.110.883 | 21,6 | 10      |
|                                                | Bündnis 90/Die Grünen (GRÜNE)                                              | 1.035.384 | 20,1 | 9       |
|                                                | Sozialdemokratische Partei Deutschlands (SPD)                              | 952.919   | 18,5 | 9       |
|                                                | Alternative für Deutschland (AfD)                                          | 731.679   | 14,2 | 7       |
|                                                | Freie Wähler Mannheimer Liste e. V. (Freie Wähler – ML)                    | 346.759   | 6,7  | 3       |
|                                                | Freie Demokratische Partei (FDP)                                           | 276.672   | 5,4  | 3       |
|                                                | Die Linke (DIE LINKE)                                                      | 254.373   | 4,9  | 2       |
|                                                | Partei Mensch Umwelt Tierschutz (Tierschutzpartei)                         | 112.496   | 2,2  | 1       |
|                                                | Die PARTEI                                                                 | 108.638   | 2,1  | 1       |
|                                                | Mittelstand für Mannheim e. V. (MfM)                                       | 76.555    | 1,5  | 1       |
|                                                | Die Mannheimer – Die Wählerinitiative unabhängiger Bürger (Die Mannheimer) | 64.393    | 1,3  | 1       |
|                                                | Klimaliste Deutschland (Klimaliste)                                        | 59.228    | 1,2  | 1       |
|                                                | Schützt die Autos                                                          | 12.632    | 0,2  | –       |
| Gesamt                                         | Gesamt                                                                     | 5.142.611 | 100  | 48      |
|                                                |                                                                            |           |      |         |
| Gültige Stimmzettel                            | Gültige Stimmzettel                                                        | 118.250   | –    |         |
| Ungültige Stimmzettel                          | Ungültige Stimmzettel                                                      | 2.479     | 2,1  |         |
| Wähler                                         | Wähler                                                                     | 120.729   | 51,5 |         |
| Wahlberechtigte                                | Wahlberechtigte                                                            | 234.394   |      |         |
|                                                |                                                                            |           |      |         |
| Quellen: Komm.ONE – Öffentliche Bekanntmachung |                                                                            |           |      |         |

#### Karlsruhe
| Listen                                         | Listen                                                                       | Stimmen   | %    | Mandate |
| ---------------------------------------------- | ---------------------------------------------------------------------------- | --------- | ---- | ------- |
|                                                | Bündnis 90/Die Grünen (GRÜNE)                                                | 1.546.887 | 25,6 | 12      |
|                                                | Christlich Demokratische Union Deutschlands (CDU)                            | 1.186.644 | 19,6 | 10      |
|                                                | Sozialdemokratische Partei Deutschlands (SPD)                                | 749.043   | 12,4 | 6       |
|                                                | Alternative für Deutschland (AfD)                                            | 606.048   | 10,0 | 5       |
|                                                | Freie Demokratische Partei (FDP)                                             | 377.480   | 6,2  | 3       |
|                                                | Volt Deutschland (Volt)                                                      | 351.295   | 5,8  | 3       |
|                                                | Die Linke (DIE LINKE)                                                        | 335.309   | 5,5  | 3       |
|                                                | Karlsruher Liste (KAL)                                                       | 322.146   | 5,3  | 3       |
|                                                | Die PARTEI                                                                   | 183.083   | 3,0  | 1       |
|                                                | Freie Wähler Karlsruhe e.V. (FW KA e.V.)                                     | 179.500   | 3,0  | 1       |
|                                                | FÜR Karlsruhe - Politik mit christlicher Herzenshaltung e.V. (FÜR Karlsruhe) | 122.453   | 2,0  | 1       |
|                                                | Demokratie und Aufklärung Karlsruhe                                          | 35.315    | 0,6  | –       |
|                                                | Ökologisch-Demokratische Partei (ÖDP)                                        | 31.066    | 0,5  | –       |
|                                                | Karlsruhe-nicht meckern-gestalten (KAG)                                      | 12.546    | 0,2  | –       |
|                                                | Team Todenhöfer                                                              | 8.463     | 0,1  | –       |
| Gesamt                                         | Gesamt                                                                       | 6.047.278 | 100  | 48      |
|                                                |                                                                              |           |      |         |
| Gültige Stimmzettel                            | Gültige Stimmzettel                                                          | 135.496   | –    |         |
| Ungültige Stimmzettel                          | Ungültige Stimmzettel                                                        | 2.702     | 2,0  |         |
| Wähler                                         | Wähler                                                                       | 138.198   | 61,3 |         |
| Wahlberechtigte                                | Wahlberechtigte                                                              | 225.262   |      |         |
|                                                |                                                                              |           |      |         |
| Quellen: Komm.ONE – Öffentliche Bekanntmachung |                                                                              |           |      |         |

#### Freiburg im Breisgau
| Listen                                         | Listen                                                      | Stimmen   | %    | Mandate |
| ---------------------------------------------- | ----------------------------------------------------------- | --------- | ---- | ------- |
|                                                | Bündnis 90/Die Grünen (GRÜNE)                               | 1.204.978 | 23,8 | 12      |
|                                                | Sozialdemokratische Partei Deutschlands (SPD)               | 635.000   | 12,5 | 6       |
|                                                | Christlich Demokratische Union Deutschlands (CDU)           | 608.477   | 12,0 | 6       |
|                                                | Linke Liste – Solidarische Stadt (Linke Liste)              | 391.672   | 7,7  | 4       |
|                                                | Freie Wähler Kreisverband Freiburg e.V. (FW)                | 356.807   | 7,0  | 3       |
|                                                | Alternative für Deutschland (AfD)                           | 230.145   | 4,5  | 2       |
|                                                | Freie Demokratische Partei (FDP)                            | 222.286   | 4,4  | 2       |
|                                                | Volt Deutschland (Volt)                                     | 189.969   | 3,8  | 2       |
|                                                | Grüne Alternative Freiburg (GAF)                            | 181.590   | 3,6  | 2       |
|                                                | Junges Freiburg (JF)                                        | 164.837   | 3,3  | 2       |
|                                                | Urbanes Freiburg (UFR)                                      | 147.091   | 2,9  | 1       |
|                                                | Kulturliste Freiburg (Kult)                                 | 131.856   | 2,6  | 1       |
|                                                | Unabhängige Frauen Freiburg (UFF)                           | 127.430   | 2,5  | 1       |
|                                                | Die PARTEI                                                  | 120.187   | 2,4  | 1       |
|                                                | Freiburg Lebenswert (FL)                                    | 119.134   | 2,4  | 1       |
|                                                | Liste Teilhabe und Inklusion (LTI)                          | 89.487    | 1,8  | 1       |
|                                                | Bürger für Freiburg (BFF)                                   | 62.139    | 1,2  | 1       |
|                                                | Für Freiburg – Politik aus christlicher Verantwortung (FFR) | 38.470    | 0,8  | –       |
|                                                | Meinrad Spitz (SPITZ)                                       | 34.132    | 0,7  | –       |
|                                                | Anarchistische Pogo-Partei Deutschlands (APPD)              | 8.788     | 0,2  | –       |
| Gesamt                                         | Gesamt                                                      | 5.064.475 | 100  | 48      |
|                                                |                                                             |           |      |         |
| Gültige Stimmzettel                            | Gültige Stimmzettel                                         | 112.794   | –    |         |
| Ungültige Stimmzettel                          | Ungültige Stimmzettel                                       | 2.501     | 2,2  |         |
| Wähler                                         | Wähler                                                      | 115.295   | 66,9 |         |
| Wahlberechtigte                                | Wahlberechtigte                                             | 172.394   |      |         |
|                                                |                                                             |           |      |         |
| Quellen: Komm.ONE – Öffentliche Bekanntmachung |                                                             |           |      |         |

#### Heidelberg
| Listen                                             | Listen                                                                                         | Stimmen   | %    | Mandate |
| -------------------------------------------------- | ---------------------------------------------------------------------------------------------- | --------- | ---- | ------- |
|                                                    | Bündnis 90/Die Grünen (GRÜNE)                                                                  | 828.031   | 26,4 | 13      |
|                                                    | Christlich Demokratische Union Deutschlands (CDU)                                              | 457.787   | 14,6 | 7       |
|                                                    | Sozialdemokratische Partei Deutschlands (SPD)                                                  | 388.434   | 12,4 | 6       |
|                                                    | Die Heidelberger – unabhängige Wählerinitiative (DIE HEIDELBERGER)                             | 336.053   | 10,7 | 5       |
|                                                    | Volt Deutschland (Volt)                                                                        | 180.828   | 5,8  | 3       |
|                                                    | Alternative für Deutschland (AfD)                                                              | 174.115   | 5,6  | 3       |
|                                                    | Die Linke (DIE LINKE)                                                                          | 160.535   | 5,1  | 2       |
|                                                    | Freie Demokratische Partei (FDP)                                                               | 156.307   | 5,0  | 2       |
|                                                    | Heidelberg in Bewegung (HiB)                                                                   | 99.525    | 3,2  | 2       |
|                                                    | Grün - Alternative Liste Heidelberg e.V. (GAL)                                                 | 96.971    | 3,1  | 1       |
|                                                    | Die PARTEI                                                                                     | 82.226    | 2,6  | 1       |
|                                                    | Bunte Linke Heidelberg – Bündnis für Demokratie, Solidarität, Umwelt und Frieden (Bunte Linke) | 66.997    | 2,1  | 1       |
|                                                    | Initiative für Demokratie und Aufklärung (IDA)                                                 | 55.975    | 1,8  | 1       |
|                                                    | Freie Wähler Vereinigung e.V. (FWV)                                                            | 38.910    | 1,2  | 1       |
|                                                    | Sofia Leser Liste                                                                              | 12.619    | 0,4  | –       |
| Gesamt                                             | Gesamt                                                                                         | 3.135.313 | 100  | 48      |
|                                                    |                                                                                                |           |      |         |
| Gültige Stimmzettel                                | Gültige Stimmzettel                                                                            | 69.807    | –    |         |
| Ungültige Stimmzettel                              | Ungültige Stimmzettel                                                                          | 1.449     | 2,0  |         |
| Wähler                                             | Wähler                                                                                         | 71.256    | 66,0 |         |
| Wahlberechtigte                                    | Wahlberechtigte                                                                                | 107.904   |      |         |
|                                                    |                                                                                                |           |      |         |
| Quellen: Komm.ONE – Amtliches Endergebnis – Listen |                                                                                                |           |      |         |

#### Heilbronn
| Listen                                            | Listen                                            | Stimmen   | %    | Mandate |
| ------------------------------------------------- | ------------------------------------------------- | --------- | ---- | ------- |
|                                                   | Christlich Demokratische Union Deutschlands (CDU) | 371.207   | 23,6 | 10      |
|                                                   | Alternative für Deutschland (AfD)                 | 250.811   | 15,9 | 6       |
|                                                   | Sozialdemokratische Partei Deutschlands (SPD)     | 230.612   | 14,7 | 6       |
|                                                   | Bündnis 90/Die Grünen (GRÜNE)                     | 217.237   | 13,8 | 6       |
|                                                   | Freie Wähler Stadtverband Heilbronn e.V. (FWV)    | 119.047   | 7,6  | 3       |
|                                                   | Freie Demokratische Partei (FDP)                  | 115.030   | 7,3  | 3       |
|                                                   | Unabhängige für Heilbronn (UfHN)                  | 79.066    | 5,0  | 2       |
|                                                   | Gemeinsam für unser HN                            | 58.191    | 3,7  | 1       |
|                                                   | Die Linke (DIE LINKE)                             | 53.548    | 3,4  | 1       |
|                                                   | Die PARTEI                                        | 41.466    | 2,6  | 1       |
|                                                   | Bürgerbewegung PRO Heilbronn e.V. (PRO)           | 27.737    | 1,8  | 1       |
|                                                   | Bündnis für Innovation und Gerechtigkeit (BIG)    | 9.993     | 0,6  | –       |
| Gesamt                                            | Gesamt                                            | 1.573.945 | 100  | 40      |
|                                                   |                                                   |           |      |         |
| Gültige Stimmzettel                               | Gültige Stimmzettel                               | 43.630    | –    |         |
| Ungültige Stimmzettel                             | Ungültige Stimmzettel                             | 835       | 1,9  |         |
| Wähler                                            | Wähler                                            | 44.465    | 50,5 |         |
| Wahlberechtigte                                   | Wahlberechtigte                                   | 87.967    |      |         |
|                                                   |                                                   |           |      |         |
| Quellen: Komm.ONE – Amtsblatt der Stadt Heilbronn |                                                   |           |      |         |

#### Ulm
| Listen                                         | Listen                                                 | Stimmen   | %    | Mandate |
| ---------------------------------------------- | ------------------------------------------------------ | --------- | ---- | ------- |
|                                                | Bündnis 90/Die Grünen (GRÜNE)                          | 361.864   | 19,8 | 8       |
|                                                | Christlich Demokratische Union Deutschlands (CDU)      | 314.049   | 17,2 | 7       |
|                                                | Sozialdemokratische Partei Deutschlands (SPD)          | 274.608   | 15,0 | 6       |
|                                                | Unabhängige Wählervereinigung Ulm-Söflingen e.V. (UWS) | 133.350   | 7,3  | 3       |
|                                                | Alternative für Deutschland (AfD)                      | 93.733    | 5,1  | 2       |
|                                                | Wiblinger Wählergemeinschaft e.V. (WWG)                | 90.850    | 5,0  | 2       |
|                                                | Freie Wählergemeinschaft Ulm e.V. (FWG)                | 90.163    | 4,9  | 2       |
|                                                | Ulmer Vorortliste Jungingen-Lehr-Mähringen (UVL)       | 85.233    | 4,7  | 2       |
|                                                | Freie Demokratische Partei (FDP)                       | 77.399    | 4,2  | 2       |
|                                                | Klimaliste Baden-Württemberg (KlimalisteBW)            | 63.188    | 3,5  | 1       |
|                                                | Ulm für Alle (UfA)                                     | 59.061    | 3,2  | 1       |
|                                                | Die Linke (DIE LINKE)                                  | 58.014    | 3,2  | 1       |
|                                                | Junge Ulmer Liste                                      | 39.923    | 2,2  | 1       |
|                                                | Partei Mensch Umwelt Tierschutz (Tierschutzpartei)     | 32.280    | 1,8  | 1       |
|                                                | Bündnis für Lebenswerte Ortschaften (BLO)              | 29.325    | 1,6  | 1       |
|                                                | Piratenpartei Deutschland (PIRATEN)                    | 24.086    | 1,3  | –       |
| Gesamt                                         | Gesamt                                                 | 1.827.126 | 100  | 40      |
|                                                |                                                        |           |      |         |
| Gültige Stimmzettel                            | Gültige Stimmzettel                                    | 51.373    | –    |         |
| Ungültige Stimmzettel                          | Ungültige Stimmzettel                                  | 713       | 1,4  |         |
| Wähler                                         | Wähler                                                 | 52.086    | 57,0 |         |
| Wahlberechtigte                                | Wahlberechtigte                                        | 91.430    |      |         |
|                                                |                                                        |           |      |         |
| Quellen: Komm.ONE – Öffentliche Bekanntmachung |                                                        |           |      |         |

#### Pforzheim
| Listen                | Listen                                            | Stimmen   | %    | Mandate |
| --------------------- | ------------------------------------------------- | --------- | ---- | ------- |
|                       | Alternative für Deutschland (AfD)                 | 317.374   | 22,0 | 9       |
|                       | Christlich Demokratische Union Deutschlands (CDU) | 300.055   | 20,8 | 8       |
|                       | Sozialdemokratische Partei Deutschlands (SPD)     | 125.511   | 8,7  | 4       |
|                       | Freie Demokratische Partei (FDP)                  | 105.428   | 7,3  | 3       |
|                       | Bündnis 90/Die Grünen (GRÜNE)                     | 86.512    | 6,0  | 2       |
|                       | Zukunftsperspektive für Pforzheim (ZfP)           | 86.437    | 6,0  | 2       |
|                       | Grüne Liste Pforzheim                             | 71.261    | 4,9  | 2       |
|                       | SAROW Liste                                       | 50.896    | 3,5  | 1       |
|                       | Unabhängige Bürger für Pforzheim (UB)             | 48.999    | 3,4  | 1       |
|                       | Wir in Pforzheim (WiP)                            | 39.184    | 2,7  | 1       |
|                       | Freie Wähler Vereinigung                          | 37.777    | 2,6  | 1       |
|                       | Die Linke (DIE LINKE)                             | 36.660    | 2,5  | 1       |
|                       | Gemeinsam für Pforzheim                           | 29.164    | 2,0  | 1       |
|                       | Bürgerliste Pforzheim                             | 28.553    | 2,0  | 1       |
|                       | Freie Wähler (FREIE WÄHLER)                       | 27.648    | 1,9  | 1       |
|                       | Frauenliste Pforzheim                             | 26.593    | 1,8  | 1       |
|                       | Team Todenhöfer                                   | 25.905    | 1,8  | 1       |
| Gesamt                | Gesamt                                            | 1.443.957 | 100  | 40      |
|                       |                                                   |           |      |         |
| Gültige Stimmzettel   | Gültige Stimmzettel                               | 40.260    | –    |         |
| Ungültige Stimmzettel | Ungültige Stimmzettel                             | 913       | 2,2  |         |
| Wähler                | Wähler                                            | 41.173    | 46,0 |         |
| Wahlberechtigte       | Wahlberechtigte                                   | 89.544    |      |         |
|                       |                                                   |           |      |         |
| Quellen: Komm.ONE     |                                                   |           |      |         |

#### Reutlingen
| Listen                                   | Listen                                            | Stimmen   | %    | Mandate |
| ---------------------------------------- | ------------------------------------------------- | --------- | ---- | ------- |
|                                          | Christlich Demokratische Union Deutschlands (CDU) | 357.143   | 22,5 | 9       |
|                                          | Die Grünen und Unabhängigen                       | 310.630   | 19,6 | 8       |
|                                          | Freie Wähler Vereinigung Reutlingen e. V. (FWV)   | 205.688   | 13,0 | 5       |
|                                          | Alternative für Deutschland (AfD)                 | 196.943   | 12,4 | 5       |
|                                          | Sozialdemokratische Partei Deutschlands (SPD)     | 196.455   | 12,4 | 5       |
|                                          | Wir in Reutlingen e. V. (WiR)                     | 124.914   | 7,9  | 3       |
|                                          | Freie Demokratische Partei (FDP)                  | 98.661    | 6,2  | 2       |
|                                          | Linke Liste                                       | 59.723    | 3,8  | 2       |
|                                          | Die PARTEI                                        | 36.240    | 2,3  | 1       |
| Gesamt                                   | Gesamt                                            | 1.586.397 | 100  | 40      |
|                                          |                                                   |           |      |         |
| Gültige Stimmzettel                      | Gültige Stimmzettel                               | 44.955    | –    |         |
| Ungültige Stimmzettel                    | Ungültige Stimmzettel                             | 1.204     | 2,6  |         |
| Wähler                                   | Wähler                                            | 46.159    | 53,7 |         |
| Wahlberechtigte                          | Wahlberechtigte                                   | 85.906    |      |         |
|                                          |                                                   |           |      |         |
| Quellen: Komm.ONE – Reutlinger Amtsblatt |                                                   |           |      |         |

### Brandenburg

#### Cottbus
| Listen                                                                           | Listen                                                                                 | Stimmen | %    | Mandate |
| -------------------------------------------------------------------------------- | -------------------------------------------------------------------------------------- | ------- | ---- | ------- |
|                                                                                  | Alternative für Deutschland (AfD)                                                      | 41.731  | 29,2 | 14      |
|                                                                                  | Sozialdemokratische Partei Deutschlands (SPD)                                          | 27.991  | 19,6 | 9       |
|                                                                                  | Christlich Demokratische Union Deutschlands (CDU)                                      | 22.894  | 16,0 | 7       |
|                                                                                  | Unser Cottbus – die kommunale Alternative (UC!)                                        | 12.938  | 9,0  | 4       |
|                                                                                  | Die Linke (DIE LINKE)                                                                  | 10.183  | 7,1  | 3       |
|                                                                                  | Bündnis 90/Die Grünen (GRÜNE)                                                          | 7.066   | 4,9  | 2       |
|                                                                                  | Aktive unabhängige Bürger – Freie Wähler e. V. / BVB/Freie Wähler (AUB – Freie Wähler) | 6.195   | 4,3  | 2       |
|                                                                                  | Mittelstandsinitiative Brandenburg (MIBrb)                                             | 5.881   | 4,1  | 2       |
|                                                                                  | Freie Demokratische Partei (FDP)                                                       | 2.926   | 2,0  | 1       |
|                                                                                  | Sozialer Umbruch Cottbus (SUB)                                                         | 2.704   | 1,9  | 1       |
|                                                                                  | Zukunftssicheres Cottbus (ZSC)                                                         | 2.456   | 1,7  | 1       |
| Gesamt                                                                           | Gesamt                                                                                 | 142.965 | 100  | 46      |
|                                                                                  |                                                                                        |         |      |         |
| Gültige Stimmzettel                                                              | Gültige Stimmzettel                                                                    | 769     | –    |         |
| Ungültige Stimmzettel                                                            | Ungültige Stimmzettel                                                                  | 48.051  | 98,4 |         |
| Wähler                                                                           | Wähler                                                                                 | 48.820  | 62,6 |         |
| Wahlberechtigte                                                                  | Wahlberechtigte                                                                        | 78.002  |      |         |
|                                                                                  |                                                                                        |         |      |         |
| Quellen: Landeswahlleiter Brandenburg/ – Amtsblatt für die Stadt Cottbus (s. 16) |                                                                                        |         |      |         |

### Mecklenburg-Vorpommern

#### Rostock
| Listen                                   | Listen                                            | Stimmen | %    | Mandate |
| ---------------------------------------- | ------------------------------------------------- | ------- | ---- | ------- |
|                                          | Alternative für Deutschland (AfD)                 | 54.079  | 17,5 | 9       |
|                                          | Christlich Demokratische Union Deutschlands (CDU) | 50.198  | 16,3 | 9       |
|                                          | Die Linke (DIE LINKE)                             | 44.429  | 14,4 | 8       |
|                                          | Sozialdemokratische Partei Deutschlands (SPD)     | 43.454  | 14,1 | 8       |
|                                          | Bündnis 90/Die Grünen (GRÜNE)                     | 34.394  | 11,1 | 6       |
|                                          | Bündnis Sahra Wagenknecht (BSW)                   | 28.970  | 9,4  | 5       |
|                                          | Freie Demokratische Partei (FDP)                  | 10.957  | 3,6  | 2       |
|                                          | Rostocker Bund                                    | 9.422   | 3,1  | 2       |
|                                          | Unabhängigen Bürger für Rostock (UFR)             | 7.972   | 2,6  | 1       |
|                                          | Die PARTEI                                        | 6.788   | 2,2  | 1       |
|                                          | Volt Deutschland (Volt)                           | 5.164   | 1,7  | 1       |
|                                          | Freie Wähler                                      | 4.374   | 1,4  | 1       |
|                                          | Freier Horizont HRO                               | 1.911   | 0,6  | –       |
|                                          | Graue Rostock                                     | 1.680   | 0,5  | –       |
|                                          | Basisdemokratische Partei Deutschland (dieBasis)  | 1.390   | 0,5  | –       |
|                                          | Einzelbewerber                                    | 3.385   | 1,1  | –       |
| Gesamt                                   | Gesamt                                            | 308.567 | 100  | 53      |
|                                          |                                                   |         |      |         |
| Gültige Stimmzettel                      | Gültige Stimmzettel                               | 102.231 | –    |         |
| Ungültige Stimmzettel                    | Ungültige Stimmzettel                             | 3.477   | 3,3  |         |
| Wähler                                   | Wähler                                            | 105.708 | 61,6 |         |
| Wahlberechtigte                          | Wahlberechtigte                                   | 171.500 |      |         |
|                                          |                                                   |         |      |         |
| Quellen: Landesamt für innere Verwaltung |                                                   |         |      |         |

### Rheinland-Pfalz

#### Ludwigshafen am Rhein
| Listen                                                | Listen                                              | Stimmen   | %    | Mandate |
| ----------------------------------------------------- | --------------------------------------------------- | --------- | ---- | ------- |
|                                                       | Christlich Demokratische Union Deutschlands (CDU)   | 851.208   | 27,4 | 17      |
|                                                       | Sozialdemokratische Partei Deutschlands (SPD)       | 684.321   | 22,1 | 13      |
|                                                       | Alternative für Deutschland (AfD)                   | 617.850   | 19,9 | 12      |
|                                                       | Bündnis 90/Die Grünen (GRÜNE)                       | 282.544   | 9,1  | 5       |
|                                                       | Freie Wählergruppe Ludwigshafen am Rhein e.V. (FWG) | 189.389   | 6,1  | 4       |
|                                                       | Bündnis Sahra Wagenknecht (BSW)                     | 184.354   | 5,9  | 4       |
|                                                       | Freie Demokratische Partei (FDP)                    | 115.093   | 3,7  | 2       |
|                                                       | Die Linke (DIE LINKE)                               | 70.359    | 2,3  | 1       |
|                                                       | Bündnis für Innovation und Gerechtigkeit (BIG)      | 57.772    | 1,9  | 1       |
|                                                       | Piratenpartei Deutschland (PIRATEN)                 | 50.386    | 1,6  | 1       |
| Gesamt                                                | Gesamt                                              | 3.103.276 | 100  | 60      |
|                                                       |                                                     |           |      |         |
| Gültige Stimmzettel                                   | Gültige Stimmzettel                                 | 55.083    | –    |         |
| Ungültige Stimmzettel                                 | Ungültige Stimmzettel                               | 1.349     | 2,4  |         |
| Wähler                                                | Wähler                                              | 56.432    | 47,1 |         |
| Wahlberechtigte                                       | Wahlberechtigte                                     | 119.784   |      |         |
|                                                       |                                                     |           |      |         |
| Quellen: Amtsblatt – Rheinland-Pfalz Landeswahlleiter |                                                     |           |      |         |

#### Koblenz
| Listen                                                                     | Listen                                            | Stimmen   | %    | Mandate |
| -------------------------------------------------------------------------- | ------------------------------------------------- | --------- | ---- | ------- |
|                                                                            | Christlich Demokratische Union Deutschlands (CDU) | 733.759   | 27,7 | 15      |
|                                                                            | Bündnis 90/Die Grünen (GRÜNE)                     | 512.765   | 19,3 | 11      |
|                                                                            | Sozialdemokratische Partei Deutschlands (SPD)     | 481.128   | 18,1 | 10      |
|                                                                            | Alternative für Deutschland (AfD)                 | 277.411   | 10,5 | 6       |
|                                                                            | Freie Wähler Koblenz                              | 232.857   | 8,8  | 5       |
|                                                                            | Wählergruppe Schängel                             | 125.255   | 4,7  | 3       |
|                                                                            | Freie Demokratische Partei (FDP)                  | 107.982   | 4,1  | 2       |
|                                                                            | Die Linke (DIE LINKE)                             | 101.244   | 3,8  | 2       |
|                                                                            | Die PARTEI                                        | 79.641    | 3,0  | 2       |
| Gesamt                                                                     | Gesamt                                            | 2.652.042 | 100  | 56      |
|                                                                            |                                                   |           |      |         |
| Gültige Stimmzettel                                                        | Gültige Stimmzettel                               | 49.774    | –    |         |
| Ungültige Stimmzettel                                                      | Ungültige Stimmzettel                             | 1.010     | 2,0  |         |
| Wähler                                                                     | Wähler                                            | 50.784    | 60,4 |         |
| Wahlberechtigte                                                            | Wahlberechtigte                                   | 84.107    |      |         |
|                                                                            |                                                   |           |      |         |
| Quellen: Bekanntmachung des Ergebnisses – Rheinland-Pfalz Landeswahlleiter |                                                   |           |      |         |

#### Trier
| Listen                                                                             | Listen                                            | Stimmen   | %    | Mandate |
| ---------------------------------------------------------------------------------- | ------------------------------------------------- | --------- | ---- | ------- |
|                                                                                    | Christlich Demokratische Union Deutschlands (CDU) | 638.994   | 25,8 | 15      |
|                                                                                    | Sozialdemokratische Partei Deutschlands (SPD)     | 565.355   | 22,8 | 13      |
|                                                                                    | Bündnis 90/Die Grünen (GRÜNE)                     | 501.767   | 20,3 | 11      |
|                                                                                    | Alternative für Deutschland (AfD)                 | 232.178   | 9,4  | 5       |
|                                                                                    | Die Linke (DIE LINKE)                             | 123.213   | 5,0  | 3       |
|                                                                                    | Freie Demokratische Partei (FDP)                  | 112.056   | 4,5  | 3       |
|                                                                                    | Freie Wähler (FREIE WÄHLER)                       | 94.749    | 3,8  | 2       |
|                                                                                    | Unabhängige Bürgervertretung Trier e.V. (UBT)     | 95.416    | 3,9  | 2       |
|                                                                                    | Die PARTEI                                        | 79.406    | 3,2  | 2       |
|                                                                                    | Alle Parteilosen Deutschlands e.V.                | 14.967    | 0,6  | –       |
|                                                                                    | Die Bürgerliste e.V.                              | 14.462    | 0,6  | –       |
|                                                                                    | Deutsche Kommunistische Partei                    | 2.574     | 0,1  | –       |
| Gesamt                                                                             | Gesamt                                            | 2.475.137 | 100  | 56      |
|                                                                                    |                                                   |           |      |         |
| Gültige Stimmzettel                                                                | Gültige Stimmzettel                               | 46.035    | –    |         |
| Ungültige Stimmzettel                                                              | Ungültige Stimmzettel                             | 1.155     | 2,4  |         |
| Wähler                                                                             | Wähler                                            | 47.190    | 56,9 |         |
| Wahlberechtigte                                                                    | Wahlberechtigte                                   | 82.917    |      |         |
|                                                                                    |                                                   |           |      |         |
| Quellen: Bekanntmachung des Ergebnisses (s. 11) – Rheinland-Pfalz Landeswahlleiter |                                                   |           |      |         |

#### Kaiserslautern
| Listen                                                | Listen                                            | Stimmen   | %    | Mandate |
| ----------------------------------------------------- | ------------------------------------------------- | --------- | ---- | ------- |
|                                                       | Sozialdemokratische Partei Deutschlands (SPD)     | 434.535   | 22,2 | 12      |
|                                                       | Christlich Demokratische Union Deutschlands (CDU) | 421.910   | 21,5 | 12      |
|                                                       | Alternative für Deutschland (AfD)                 | 387.387   | 19,8 | 11      |
|                                                       | Bündnis 90/Die Grünen (GRÜNE)                     | 298.370   | 15,2 | 9       |
|                                                       | Freie Wähler (FREIE WÄHLER)                       | 247.059   | 12,6 | 7       |
|                                                       | Die Linke (DIE LINKE)                             | 89.258    | 4,6  | 3       |
|                                                       | Freie Demokratische Partei (FDP)                  | 80.903    | 4,1  | 2       |
| Gesamt                                                | Gesamt                                            | 1.959.422 | 100  | 56      |
|                                                       |                                                   |           |      |         |
| Gültige Stimmzettel                                   | Gültige Stimmzettel                               | 37.300    | –    |         |
| Ungültige Stimmzettel                                 | Ungültige Stimmzettel                             | 1.137     | 3,0  |         |
| Wähler                                                | Wähler                                            | 38.437    | 53,7 |         |
| Wahlberechtigte                                       | Wahlberechtigte                                   | 71.555    |      |         |
|                                                       |                                                   |           |      |         |
| Quellen: Amtsblatt – Rheinland-Pfalz Landeswahlleiter |                                                   |           |      |         |

### Sachsen

#### Leipzig
| Listen                                             | Listen                                            | Stimmen | %    | Mandate |
| -------------------------------------------------- | ------------------------------------------------- | ------- | ---- | ------- |
|                                                    | Christlich Demokratische Union Deutschlands (CDU) | 173.427 | 18,9 | 13      |
|                                                    | Die Linke (DIE LINKE)                             | 160.510 | 17,5 | 12      |
|                                                    | Alternative für Deutschland (AfD)                 | 155.582 | 17,0 | 12      |
|                                                    | Bündnis 90/Die Grünen (GRÜNE)                     | 137.587 | 15,0 | 11      |
|                                                    | Sozialdemokratische Partei Deutschlands (SPD)     | 110.543 | 12,1 | 8       |
|                                                    | Bündnis Sahra Wagenknecht (BSW)                   | 88.034  | 9,6  | 7       |
|                                                    | Die PARTEI                                        | 31.860  | 3,5  | 2       |
|                                                    | Freie Demokratische Partei (FDP)                  | 24.871  | 2,7  | 2       |
|                                                    | Freie Wähler (FREIE WÄHLER)                       | 10.100  | 1,1  | 1       |
|                                                    | Piratenpartei Deutschland (PIRATEN)               | 9.802   | 1,1  | 1       |
|                                                    | Freie Sachsen                                     | 8.964   | 1,0  | 1       |
|                                                    | Volt Deutschland                                  | 2.391   | 0,3  | –       |
|                                                    | Basisdemokratische Partei Deutschland (dieBasis)  | 914     | 0,1  | –       |
|                                                    | Freie Wählergemeinschaft Baumann „Garten 24“      | 829     | 0,1  | –       |
|                                                    | Deine Grundrechte im Fokus                        | 223     | 0,0  | –       |
| Gesamt                                             | Gesamt                                            | 915.637 | 100  | 70      |
|                                                    |                                                   |         |      |         |
| Gültige Stimmzettel                                | Gültige Stimmzettel                               | 314.532 | –    |         |
| Ungültige Stimmzettel                              | Ungültige Stimmzettel                             | 4.164   | 1,3  |         |
| Wähler                                             | Wähler                                            | 318.696 | 67,4 |         |
| Wahlberechtigte                                    | Wahlberechtigte                                   | 472.669 |      |         |
|                                                    |                                                   |         |      |         |
| Quellen: Statistische Landesamt, Stimmen – Mandate |                                                   |         |      |         |

#### Chemnitz
| Listen                                             | Listen                                            | Stimmen | %    | Mandate |
| -------------------------------------------------- | ------------------------------------------------- | ------- | ---- | ------- |
|                                                    | Alternative für Deutschland (AfD)                 | 86.198  | 24,3 | 15      |
|                                                    | Christlich Demokratische Union Deutschlands (CDU) | 75.725  | 21,3 | 13      |
|                                                    | Bündnis Sahra Wagenknecht (BSW)                   | 53.438  | 15,0 | 8       |
|                                                    | Sozialdemokratische Partei Deutschlands (SPD)     | 43.905  | 12,4 | 7       |
|                                                    | Die Linke (DIE LINKE)                             | 26.984  | 7,6  | 5       |
|                                                    | Bündnis 90/Die Grünen (GRÜNE)                     | 25.814  | 7,3  | 4       |
|                                                    | Bürgerbewegung Pro Chemnitz/Freie Sachsen         | 17.550  | 4,9  | 3       |
|                                                    | Freie Demokratische Partei (FDP)                  | 12.756  | 3,6  | 2       |
|                                                    | Die PARTEI                                        | 10.212  | 2,9  | 2       |
|                                                    | Bürgerbündnis Solidarität (BBS)                   | 2.656   | 0,7  | –       |
| Gesamt                                             | Gesamt                                            | 355.238 | 100  | 59      |
|                                                    |                                                   |         |      |         |
| Gültige Stimmzettel                                | Gültige Stimmzettel                               | 121.836 | –    |         |
| Ungültige Stimmzettel                              | Ungültige Stimmzettel                             | 1.837   | 1,5  |         |
| Wähler                                             | Wähler                                            | 123.673 | 65,4 |         |
| Wahlberechtigte                                    | Wahlberechtigte                                   | 189.189 |      |         |
|                                                    |                                                   |         |      |         |
| Quellen: Statistische Landesamt, Stimmen – Mandate |                                                   |         |      |         |

### Sachsen-Anhalt

#### Halle (Saale)
| Listen                                              | Listen                                            | Stimmen | %    | Mandate |
| --------------------------------------------------- | ------------------------------------------------- | ------- | ---- | ------- |
|                                                     | Alternative für Deutschland (AfD)                 | 69.813  | 21,2 | 12      |
|                                                     | Christlich Demokratische Union Deutschlands (CDU) | 67.804  | 20,6 | 11      |
|                                                     | Die Linke (DIE LINKE)                             | 40.831  | 12,4 | 7       |
|                                                     | Sozialdemokratische Partei Deutschlands (SPD)     | 39.081  | 11,9 | 7       |
|                                                     | Bündnis 90/Die Grünen (GRÜNE)                     | 37.541  | 11,4 | 6       |
|                                                     | Hauptsache Halle                                  | 18.032  | 5,5  | 3       |
|                                                     | MitBürger für Halle                               | 13.627  | 4,1  | 2       |
|                                                     | Freie Demokratische Partei (FDP)                  | 11.852  | 3,6  | 2       |
|                                                     | Die PARTEI                                        | 10.783  | 3,3  | 2       |
|                                                     | Volt Deutschland (Volt)                           | 8.999   | 2,7  | 2       |
|                                                     | Freie Wähler (FREIE WÄHLER)                       | 6.011   | 1,8  | 1       |
|                                                     | Basisdemokratische Partei Deutschland (dieBasis)  | 3.569   | 1,1  | 1       |
|                                                     | Einzelbewerber                                    | 1.592   | 0,5  | –       |
| Gesamt                                              | Gesamt                                            | 329.535 | 100  | 56      |
|                                                     |                                                   |         |      |         |
| Gültige Stimmzettel                                 | Gültige Stimmzettel                               | 111.469 | –    |         |
| Ungültige Stimmzettel                               | Ungültige Stimmzettel                             | 1.799   | 1,6  |         |
| Wähler                                              | Wähler                                            | 113.268 | 60,9 |         |
| Wahlberechtigte                                     | Wahlberechtigte                                   | 186.061 |      |         |
|                                                     |                                                   |         |      |         |
| Quellen: Kreisfreie Stadt Halle (Saale) – Amtsblatt |                                                   |         |      |         |

### Thüringen

#### Jena
| Listen                                     | Listen                                                                     | Stimmen | %    | Mandate |
| ------------------------------------------ | -------------------------------------------------------------------------- | ------- | ---- | ------- |
|                                            | Die Linke (DIE LINKE)                                                      | 25.354  | 16,8 | 8       |
|                                            | Christlich Demokratische Union Deutschlands (CDU)                          | 25.479  | 16,9 | 8       |
|                                            | Bündnis 90/Die Grünen (GRÜNE)                                              | 22.966  | 15,2 | 7       |
|                                            | Alternative für Deutschland (AfD)                                          | 20.149  | 13,4 | 6       |
|                                            | Sozialdemokratische Partei Deutschlands (SPD)                              | 19.622  | 13,0 | 6       |
|                                            | Freie Demokratische Partei (FDP)                                           | 13.590  | 9,0  | 4       |
|                                            | Bürger für Jena                                                            | 10.456  | 6,9  | 3       |
|                                            | Volt Deutschland (Volt)                                                    | 7.843   | 5,2  | 2       |
|                                            | Bürger für Thüringen/Basisdemokratische Partei Deutschland (BfTh/dieBasis) | 2.823   | 1,9  | 1       |
|                                            | Freie Wähler (FREIE WÄHLER)                                                | 2.452   | 1,6  | 1       |
| Gesamt                                     | Gesamt                                                                     | 150.734 | 100  | 46      |
|                                            |                                                                            |         |      |         |
| Gültige Stimmzettel                        | Gültige Stimmzettel                                                        | 50.533  | –    |         |
| Ungültige Stimmzettel                      | Ungültige Stimmzettel                                                      | 1.521   | 2,9  |         |
| Wähler                                     | Wähler                                                                     | 52.054  | 63,0 |         |
| Wahlberechtigte                            | Wahlberechtigte                                                            | 82.605  |      |         |
|                                            |                                                                            |         |      |         |
| Quellen: Thüringer Landesamt für Statistik |                                                                            |         |      |         |